# 鄭賛
鄭 賛（Jeong Chan、チョン・チャン、1953年7月3日 - ）は韓国の小説家。釜山広域市出身。

## 略歴
1953年7月3日、釜山広域市に生まれる。1978年、ソウル大学校師範大学国語科を卒業した。1983年、『言語の世界』に中篇小説『말의 탑(言葉の塔)』が当選し、登壇した。現実と小説言語に対する省察を通じて神と人間との関係を探索する一方、虚構と現実を行き来しながら権力と愛の本質を明らかにすることに注力してきた。代表作として光州民主化運動の意味について書いた『슬픔의 노래(悲しみの歌)』と、権力と愛の本質的問題を書いた『황금사다리(黄金はしご)』などがある。

## 年譜
- 1953年7月3日、釜山広域市に生まれる。[1]
- 1995年、第26回東仁文学賞受賞。
- 2003年、第16回東西文学賞受賞。

## 代表作品
- 1989年、기억의 강(記憶の川) [3][4]
- 1992年、완전한 영혼(完全な霊魂)
- 1995年、아늑한 길(穏やかな道)、슬픔의 노래(悲しみの歌)
- 1998年、세상의 저녁(世界の夕方)
- 1999年、황금사다리(黄金はしご)、로뎀나무 아래서(ロデム木の下で)
- 2000年、그림자영혼(影霊魂)
- 2002年、광야(広野)
- 2003年、베니스에서 죽다(ベニスで死ぬ)
- 2004年、빌라도의 예수(ビラトのキリスト)
- 2006年、희고 둥근 달(白くて丸い月)
- 2009年、두 생애(二つの生)
- 2012年、유랑자(流浪者)